# Fürstengrube
Fürstengrube (niem. Arbeitslager Fürstengrube) – niemiecki nazistowski podobóz Auschwitz-Birkenau, zlokalizowany w Wesołej (dziś części Mysłowic).

## Historia
Podobóz został założony w lipcu 1943, na terenie kopalni węgla należącej do IG Farben. Miała ona dostarczać surowiec potrzebny do produkcji w fabryce w Monowicach. Początkowo do obozu przywożono Żydów i jeńców sowieckich z macierzystego obozu, na początku lata 1943 zgodę na założenie podobozu dla 600 więźniów wyraził po negocjacjach z dyrekcją fabryki Rudolf Höß. Pierwsi więźniowie w liczbie 500 trafili do Wesołej we wrześniu 1943, byli to głównie Żydzi polscy.
Do lipca 1944 liczba więźniów wzrosła do ok. 1200. Pracowali oni w trudnych warunkach, bez przeszkolenia górniczego, podczas trzech ośmiogodzinnych zmian, przez co podobóz był zaliczany do tzw. ciężkich. Panowała również wysoka śmiertelność, w pierwszej połowie 1944 do Birkenau powróciło ok. 400 chorych, a w drugiej połowie roku w samym obozie zginęło 76 więźniów. Mimo to kierownictwo obozu było oskarżane o zbytnią pobłażliwość wobec więźniów (głównie ze względu na ich niską produktywność).
17 stycznia 1945 w obozie przebywało 1283 więźniów. Dwa dni później około 1000 więźniów ewakuowano pieszo najpierw do podobozu Gleiwitz II, a stamtąd do KL Mittelbau-Dora. W obozowych barakach pozostało co najmniej 239 niezdolnych do marszu. 27 stycznia 1945 esesmani dokonali egzekucji pozostałych więźniów. Ostrzelali oni baraki z karabinów maszynowych, obrzucili je granatami, a barak szpitalny podpalono wraz z chorymi. Masakrę przeżyło tylko kilkunastu więźniów, którzy po wyzwoleniu zostali objęci opieką przez polskie rodziny,

## Upamiętnienie
W 1989 w miejscu, gdzie znajdował się podobóz, postawiono krzyż, natomiast w 2016 obok niego odsłonięto tablicę pamiątkową.